# Kumjoni
Kumjoni (oroszul: Кумёны) városi jellegű település Oroszország Kirovi területén, a Kumjoni járás székhelye.	
Lakossága: 4827 fő (a 2010. évi népszámláláskor).

## Fekvése
A Kirovi terület központi részén, Kirov területi székhelytől 62 km-re délkeletre helyezkedik el. A településen vezet át a Kirov–Urzsum–Malmizs–Vjatszkije Poljani északkelet-délnyugati irányú P-169 (magyarul: R-169) jelű főút. A legközelebbi vasútállomás Kirovban van.  

## Története
Hivatalosan a templom felépülésének évét, 1678-at tekintik a falu alapítási idejének. 1935-ben lett járási székhely. Az alapvetően mezőgazdasági jellegű járás ásványvíz- és gyógyvízforrásairól híres.